# Стеттиниус, Эдвард
Эдвард Рейли Стеттиниус-младший (англ. Edward Reilly Stettinius, Jr.; 22 октября, 1900, Чикаго — 31 октября, 1949) — американский промышленник, занимавший пост государственного секретаря США при президентах Рузвельте и Трумэне.

## Биография
Родился в Чикаго в семье финансиста Эдварда Стеттиниуса-старшего, партнёра Джона Моргана. Учился в школе Помфрет, которую окончил в 1920, а затем в университете Вирджинии, который окончил в 1924. Поступил на работу в General Motors, в 1926 году стал помощником вице-президента, а в 1931 году сам стал вице-президентом. В 1934 году стал председателем финансовой комиссии U.S. Steel Corporation, а в 1938 году — председателем совета.
Работал в администрации Рузвельта в промышленном совете администрации по национальному восстановлению (1933), в совете по военному сырью (1939) и администратором программы Ленд-лиза (1941—1943). Затем был назначен заместителем госсекретаря. В 1944 году занял пост государственного секретаря после того как его предшественник Корделл Халл ушёл в отставку по состоянию здоровья.

 Он принадлежал не к числу профессиональных дипломатов, а скорее, подобно Дину Ачесону, к числу эмиссаров «большого бизнеса», своекорыстно заинтересованного во внешней политике США. В 20-х годах он занимал видные посты в правлении монополии «Дженерал моторз», сделавшись в 1931 году вице-президентом этой компании. В 1938 году он возглавил правление крупнейшей металлургической корпорации «Юнайтед Стейтс стил». С осени 1941 года правительство Соединенных Штатов возложило на него руководство вновь созданным Управлением по осуществлению закона о ленд-лизе. Назначенный государственным секретарем, он тем самым стал наиболее влиятельным среди представителей этого бизнеса в администрации США. — Советский дипломат Н. В. Новиков [militera.lib.ru/memo/russian/novikov_nv2/24.html]
Участвовал в работе по созданию ООН. Оставил пост государственного секретаря, чтобы стать первым послом США в ООН. Умер от сердечного приступа в 1949 году.
В отличие от позиции Коминтерна в декабре 1944 он писал: «Правительство США считает разговоры о македонской „нации“, „Македонское Отечество“ и македонское „национальное самосознание“ необоснованной демагогией, которая не представляет никакой этнической или политической реальности.»